# Maria Dąbrowska (polityk)
Maria Dąbrowska (ur. 21 stycznia 1906 w Węgleszynie, zm. 27 lipca 1999) – polska rolniczka, poseł na Sejm PRL III i IV kadencji.

## Życiorys
Uzyskała wykształcenie podstawowe, z zawodu rolniczka. Pracowała we własnym gospodarstwie rolnym w Węgleszynie, była działaczką koła gospodyń wiejskich. Należała do Zjednoczonego Stronnictwa Ludowego, w 1961 i 1965 uzyskiwała mandat posła na Sejm PRL z okręgu Kielce. Przez dwie kadencje zasiadała w Komisji Handlu Wewnętrznego.
Została pochowana na cmentarzu parafialnym w Węgleszynie. Na nagrobku ma podane imię Marianna, w dokumentacji poselskiej (w archiwum Sejmu) – Maria.

## Odznaczenia
- Srebrny Krzyż Zasługi
- Krzyż Partyzancki
- Odznaka 1000-lecia Państwa Polskiego (1966)[2]